# Aus der Kurve
Aus der Kurve ist ein deutscher Fernsehfilm aus dem Jahr 2015.

## Handlung
Tom ist vor Jahren aus seinem Heimatdorf Haimersheim nach Frankfurt gezogen und ist dort glücklich mit Eva liiert. Er und sein Schulfreund Chris haben gerade ein Fahrradgeschäft eröffnet, zur Eröffnung kommt auch ihr Schulfreund Dominik vorbei, der seit einem Monat Kriminalkommissar ist. Tom sieht Dominik schon am nächsten Abend wieder, dieses Mal jedoch dienstlich. Wegen neuer Ermittlungen in einem acht Jahre alten Sexualmord in ihrem Heimatdorf muss er von Tom eine Speichelprobe nehmen. Eva erfährt, dass Tom damals Hauptverdächtiger in dem Mord an dem elfjährigen Adrian war, ihm aber nichts nachgewiesen werden konnte. Dies belastet die Beziehung zwischen Eva und Tom zunehmend, da Eva Zweifel an ihrem Vertrauen zu Tom hat. Tom selbst bekommt Zweifel an seinen Erinnerungen der damaligen Zeit.
Tom begibt sich auf Spurensuche in seiner Vergangenheit, um herauszufinden, was damals wirklich geschah. In Haimersheim findet er zunächst keine Anhaltspunkte, erfährt jedoch, dass eine frühere Freundin, Laura, jetzt in Offenbach wohnt. Die freiberufliche Künstlerin gesteht Tom, dass sie Chris damals ein falsches Alibi gab, woraufhin Tom verdächtigt wurde. Tom stellt Chris verärgert zur Rede. Dieser hätte das Alibi gebraucht, da er wegen einer Drogensache keinen Ärger mit der Polizei wollte. 
Mittlerweile hat die Polizei das Ergebnis der Speichelprobe ausgewertet. Dominik kann Tom abfangen und sagt ihm, dass es seine DNA sei und er schleunigst fliehen solle. Gemeinsam mit Laura fährt Tom zu ihrem Elternhaus, da sie dort viele Fotos von früher aufbewahrt. Auf diesen finden sie Hinweise, die Dominik verdächtig erscheinen lassen. Toms Erinnerungen werden klarer, er hat damals die Leiche gefunden und ist sich nun sicher, dass Dominik den Mord begangen hat. Dominik taucht wenig später in Haimersheim auf, um nach Tom zu suchen. Es kommt zu einem Treffen im Wald, an dem Tatort von damals. Als Dominik gerade mit einem Stock auf Tom und Laura losgehen möchte, kommt sein Vater dazu, der gerade im Wald auf der Jagd ist. Zu Dominiks Überraschung stellt er sich nicht auf seine Seite, sondern hadert mit dem Sohn, von dessen Neigungen er wusste. Er richtet sein Gewehr auf den eigenen Sohn. Als die Kamera wegschwenkt, fällt ein Schuss.

## Rezeption

### Kritiken
Im Lexikon des internationalen Films wird der Film positiv bewertet: „Fesselnder, geschickt konstruierter (Fernseh-)Krimi über die Brüchigkeit einer heilen Welt, der darauf aufbaut, dass sich im Lauf der Jahre die polizeilichen Ermittlungstechniken verfeinert haben, was jedoch zwangsläufig nicht immer zur Wahrheitsfindung beiträgt.“
Thomas Gehringer gibt dem Film bei tittelbach.tv insgesamt 5 von 6 Sternen. Es handele sich um einen „Film über Freundschaft und Vertrauen, sowie ein authentisches Porträt von Twenty-Somethings“. Er beschreibt die Leistung des Teams vom Hessischen Rundfunk als eindrucksvoll, das Publikum würde aufgrund des geschickten Drehbuchs bis zum Show-Down im Ungewissen gelassen. Besonders lobenswert sei für ihn das Casting. Gehringers Fazit lautet: „Großartig gespielt von jungen, weniger bekannten Schauspielerinnen und Schauspielern. Unterhaltsam bestückt mit bizarren Details, schrägen Figuren und einem phantasievollen Szenenbild.“

### Einschaltquoten
Bei seiner Erstausstrahlung im Ersten am 15. April 2015 sahen 3,39 Millionen Zuschauer den Film. Dies entsprach einem Marktanteil von 11,1 %.